# Inishmaan Island SAC
Inishmaan Island SAC este o arie protejată (arie specială de conservare — SAC, sit de importanță comunitară — SCI) din Irlanda întinsă pe o suprafață de 801,86 ha, integral pe uscat.

## Localizare
Centrul sitului Inishmaan Island SAC este situat la coordonatele 53°04′54″N 9°35′30″W / 53.081565°N 9.591565°V.

## Înființare
Situl Inishmaan Island SAC a fost declarat sit de importanță comunitară în noiembrie 1997 pentru a proteja 4 specii de animale. Situl a fost protejat și ca arie specială de conservare în noiembrie 2018.

## Biodiversitate
Situată în ecoregiunea atlantică, aria protejată conține 10 habitate naturale: Recifuri, Vegetație perenă pe țărmurile stâncoase, Faleze cu vegetație de pe coastele atlantice și baltice, Dune mobile cu vegetație embrionară, Dune mobile de-a lungul țărmului cu Ammophila arenaria („dune albe”), Machair (* habitat specific irlandez), Pajiști uscate europene, Pajiști uscate seminaturale și facies de acoperire cu tufișuri pe substraturi calcaroase (Festuco-Brometalia) (* situri importante pentru orhidee), Fânețe de joasă altitudine (Alopecurus pratensis, Sanguisorba officinalis), Lespezi calcaroase.
La baza desemnării sitului se află mai multe specii protejate de  păsări (4): Pyrrhocorax pyrrhocorax, chiră mică (Sterna albifrons), chiră de baltă (Sterna hirundo), Sterna paradisaea.
Pe lângă speciile protejate, pe teritoriul sitului au mai fost identificate 9 specii de plante.